# Ibirque
Ibirque es una localidad, despoblado y antiguo municipio de España en la provincia de Huesca, Aragón. Actualmente pertenece al municipio de Sabiñánigo, en la comarca del Alto Gállego.

## Geografía
Ibirque se encuentra situado al extremo sur del término municipal de Sabiñánigo, al que pertenece, lindando con el término de Nueno. El pueblo se enclava entre las sierras de Belarra y Aineto, en la zona periférica de protección del parque natural de la Sierra y Cañones de Guara. El núcleo habitado más cercano es Nocito.
Emplazado en el extremo oriental de la sierra de Belarra, sobre una ladera a 1.330 m de altitud, entre los barrancos de Cambón y de Orlato, afluentes del río Flumen, se trata del pueblo situado a mayor altitud de toda la Guarguera.
Se accede al lugar de Ibirque por medio de una pista que parte de la carretera de la Guarguera a la altura de Lasaosa, o de la carretera de Belsué a Bara a la altura de Nocito.

## Historia
- En el fogaje de 1543, Ibirque contaba con 3 fuegos, pudiéndose estimar una cifra de tan sólo una veintena de habitantes.[1]
- En el censo de 1842 figura con 10 fuegos y 74 habitantes.
- Entre 1842 y 1857 el municipio de Ibirque desaparece integrándose en el municipio de Bara y Miz.
- Quedó totalmente despoblado en los años 1960.

## Demografía

### Localidad
| 31              | 40 | 46 | 48 | 30 | 24 | 0 | - | - | - | - | - | - |
| (Fuente: IAEST) |    |    |    |    |    |   |   |   |   |   |   |   |

### Municipio
| 74                        | - | - | - | - | - |
| (Fuente: INE [Consultar]) |   |   |   |   |   |

## Monumentos
Destaca en primer lugar el dolmen de Ibirque. Se trata de uno de los principales dólmenes del Alto Gállego y es conocido popularmente como a caseta d'as bruxas (en aragonés, la casa de las brujas) por ser creencia que allí se refugiaban. Sin embargo, su existencia para la Historia no fue conocida hasta 1949. Se encuentra ya muy cerca del término municipal de Nocito. A veces se le denomina también como dolmen de Lasaosa.
Poseía una iglesia parroquial en estilo románico, hoy en ruinas, aunque todavía sigue en pie la bóveda del altar. Fue remodelada ampliamente en los siglos XVII y XVIII. Su planta es de nave única, destacando su torre, parcialmente aún en pie.
Igualmente es de interés la arquitectura popular del pueblo, destacándose la llamada Casa Otín, con su correspondiente escudo de armas fechado en 1801.